# Точка біфуркації
Точка біфуркації — зміна усталеного режиму роботи системи. Термін із нерівноважної термодинаміки і синергетики.
Точка біфуркації — критичний стан системи, при якому система стає нестійкою щодо флуктуацій і виникає невизначеність: чи стане стан системи хаотичним або вона перейде на новий, більш диференційований і високий рівень впорядкованості. Термін із теорії самоорганізації.

## Властивості точки біфуркації
1. Непередбачуваність. Зазвичай точка біфуркації має кілька гілочок атрактора (стійких режимів роботи), по одному з яких піде система. Однак заздалегідь неможливо передбачити, який новий атрактор займе система.
2. Точка біфуркації має короткочасний характер і розділяє більш тривалі стійкі режими системи.